# Oroluk (Atoll)
Oroluk ist ein Atoll im Nordwesten des Bundesstaats Pohnpei der Föderierten Staaten von Mikronesien. Von Palikir, der Hauptstadt der Föderierten Staaten von Mikronesien, ist das Atoll etwa 325 km entfernt.

## Geographie
Das Atoll erstreckt sich von Nordwest nach Südost über etwa 32 km und ist im Durchschnitt 20 km breit. Einzige Insel des Atolls ist Oroluk im äußersten Nordwesten, mit einer Landfläche von 13 Hektar. Über 25 schmale, längliche und vegetationslose Sandinseln und -bänke vor allem am Ostrand der 420 km² großen Lagune, die zusammen etwa 37 Hektar einnahmen und die kaum Höhen von zwei Metern erreichten, sind im Laufe der Jahrzehnte durch Zyklone weggespült worden. Die Gesamtfläche des Atolls beträgt 453 km². Die Lagune ist bis zu 75 Meter tief.

## Geschichte
Oroluk war vermutlich seit dem 15. Jahrhundert von Mikronesiern bewohnt.
Das Atoll bzw. die Hauptinsel wurde im Juni 1826 von P. Saliz, Kapitän des französischen Schiffs Peruvien, entdeckt und Ile de gordelaise genannt. Später trug die Hauptinsel von Oroluk den Namen San Augustine bzw. St. Augustine Island.
1861 lief das britische Handelsschiff Norna auf ein Riff im Norden des Atolls. Mit den Rettungsbooten gelang es den Seeleuten sich auf St. Augustine Island in Sicherheit zu bringen.
1899, als Oroluk zusammen mit den übrigen Karolinen von Spanien für 17 Millionen Mark verkauft und Schutzgebiet des Deutschen Reiches wurde, war das Atoll von einigen Familien aus Kapingamarangi bewohnt.
1914 wurde das Atoll von Japan besetzt, und die Inselbevölkerung wurde deportiert. Für 1935 (also in der Zeit der japanischen Verwaltung) wird eine Bevölkerung von 4 angegeben.
Ab den frühen 1950er Jahren gab es Versuche, Menschen vom übervölkerten Atoll Kapingamarangi anzusiedeln. 1954 arbeiteten 10 Männer aus Kapingamarangi an der Errichtung einer festen Siedlung auf Oroluk. Zu den Zählungen von 1967, 1973, 1985 und 2000 wurde das Atoll als unbewohnt geführt. Zuletzt wurden zur Volkszählung 1980 noch sechs Menschen gezählt. 1994 wurde die Bevölkerung nicht separat von Kapingamarangi nachgewiesen.

## Nutzung
An der Nordspitze der kleinen Atollinsel Oroluk befindet sich eine automatische Wetterstation.

## Gemeinde
Der Zensus von 1980 erwähnt Oroluk noch als eigene Gemeinde, als eine von zwölf Gemeinden von Pohnpei, zu der auch das Minto Reef gehörte. Die Verfassung des Staates Pohnpei jedoch erwähnt Oroluk nicht mehr als municipality, sondern nur noch elf Gemeinden. Oroluk und Minto Reef sind danach gemeindefrei (Areas Outside the Local Governments).
1985 wurden das Oroluk-Atoll und das Minto-Riff Teil der Gemeinde Sokehs.